# Leonardo Torres Descalzi
Jesús Leonardo Torres Descalzi (Chiclayo, 5 de febrero de 1937) es un primer actor y director peruano de teatro, cine y televisión. Ha participado en más de 200 montajes teatrales y ha dirigido más de 100 obras en casi 70 años de carrera artística. Leonardo Torres Descalzi es una leyenda viva de la actuación peruana.

## Estudios
- Club de Teatro de Lima (1954 - 1957)
- INSAD Escuela Nacional de Arte Dramático (1958-1962)
- Real Escuela Superior de Arte Dramático de Madrid, España(1964-1969)
- Universidad Nacional Mayor de San Marcos

## Biografía
Nació en 1937, siendo hijo de José Torres y de Josefina Descalzi. Desde niño mostró interés e inclinación por las artes escénicas actuando en diversos papeles en su etapa escolar en un pequeño escenario del pueblo San Miguel de Cajamarca. Le gustaba actuar de canillita y huerfanito. 
A los 14 años llega a Lima para estudiar arte dramático y se matricula en el Club de Teatro de Lima que dirigía Reynaldo D' Amore; allí estudiaría desde 1957 hasta 1960 teatro, en los que realizó obras como "Pruvonena" de José Oviedo actuando al lado de Germán Vegas Garay, Hudson Valdivia y el propio Reynaldo D'Amore. Finalizó sus estudios allí con la obra "El gesticulador" del mexicano Rodolfo Usigli junto; junto a la gran actriz Rosa Wunder (madre del actor Gustavo Bueno), Aurora Colina y el propio D' Amore. 
A la par se involucra en la movida teatral de la época y participa en el radioteatro "Ustedes los jóvenes" y es espectador privilegiado de las grabaciones de "El derecho de nacer" con el primerísimo actor Carlos Ego Auirre y Esther Chávez, éxito a nivel nacional e internacional.
Aismismo, en 1958 ingresa a la Escuela Nacional de Arte Dramático teniendo como profesores entre otros a Sebastián Salazar Bondy y Luis Jaime Cisneros. 
Simultáneamente se encuentra presente en la Fundación del Teatro de la Universidad Católica; donde un grupo de jóvenes alumnos como Jorge Chiarella Krüger, Gianfranco Brero, Jorge Guerra, entre otras; le pidieron a los alumnos de la ENSAD que les enseñen teatro y el que aceptó fue Ricardo Blume, quien estaba en España.
Es convocado por el grupo Histrión para interpretar el personaje "Calímaco" de "La Mandrágora" de Maquiavelo al lado de los hermanos José y Carlos Velásquez. Actúa en muchas obras como "Collacocha", la obra más exitosa en la historia del Perú, interpretando al ingeniero Díaz e hizo giras con esta obra por toda América Latina. También hace "Castillos en el aire", "Pablo Saldaña Gerente" dirigido por el primer actor nacional Luis Álvarez y "La estación de la viuda" dirigida por el gran director chileno Pedro Orthous; es por esta obra que gana el Premio al Mejor Actor de Carácter de 1964 y es reconocido por la revista Cultura Peruana, trabajó con Lucía Irurita y Fernando Larrañaga.
A la par, trabaja en TV en la novela "Cumbres Borrascosas" de Emily Brönte dirigida por Daniel Camino en el papel de Mr. Hindley por el cual ganó otro Premio CIRCE al Mejor Actor Revelación 1963. Es elegido Secretario General de la SAIP y protagoniza uno de los primeros besos en televisión peruana junto a Silvia Gálvez. 
Paralelamente, La Casa de la Cultura del Perú le otorga una beca para la realización de estudios de posgrado en España. Allí estudia Dirección Escénica en la Real Escuela Superior de Arte Dramático de Madrid y Dirección y Producción de TV en la Escuela de Televisión Española donde se hace amigo del primer actor y el mejor declamador de versos en España Manuel Dicenta, hijo del dramaturgo Joaquín Dicenta.
En España realiza cuatro giras por toda la península ibérica y por toda Europa contratado por diversas compañías teatrales, es así que conoce toda España y se gradúa como Director de TV y Cine en la RESAD. 
En 1967 la embajada española en Francia lo contrata para actuar en la producción de "La Vida es Sueño", de Calderón de la Barca en París, donde actúa con Francisco Rabal. En París conoce a Ingrid Bergman con quien entabla conversaciones y Anthony Perkins.
De regreso al Perú funda con su esposa la compañía de Lola Vilar, con la que dirigió y produjo cerca de cien obras teatrales. Algunas de gran notoriedad como "Filomena Marturano" de Eduardo de Filippo, "La Enemiga" de Darío Nicodemi, "La Malquerida" de Jacinto Benavente, "Las tres perfectas casadas" de Alejandro Casona, "La ratonera" de Agatha Christie, "La Corbata" de Alfonso Paso, "Doble Juego" de Robert Thomas, entre otras.

## Teatro
| Año         | Obra                                 | Personaje                      |
| ----------- | ------------------------------------ | ------------------------------ |
| 1957        | Pruvonena                            | La Conciencia                  |
| 1960        | El gesticulador                      |                                |
| 1962        | Collacocha                           | Ingeniero Díaz                 |
| 1963        | Ña Catita                            | Manolo                         |
| 1964        | La estación de la viuda              |                                |
| 1965        | Un trágico a pesar suyo              | Tolkachov                      |
| 1965        | Pablo Saldaña Gerente                | Pablo Saldaña                  |
| 1966        | Seis personajes en busca de un autor |                                |
| 1970        | Castillos en el aire                 |                                |
| 1989        | Hello Dolly                          | Horacio Vander Gelder          |
| 2006        | Julio César                          | Julio César                    |
| 2007        | La gaviota                           | Doctor Dorn                    |
| 2007        | Don Juan Tenorio                     | Don Gonzalo de Ulloa           |
| 2008        | Tío Vania                            | Profesor Alexander Serebriakov |
| 2008        | La fiesta del chivo                  | Henry Chirinos - Monseñor      |
| 2012        | Baila con la muerte                  | General Manuel Odria           |
| 2018 - 2019 | Reina por un día                     | Alfonso                        |

## Cine
| Año  | Película                                       | Personaje      |
| ---- | ---------------------------------------------- | -------------- |
| 1966 | Jugando a morir                                | Ciudadano      |
| 1999 | Pantaleón y las visitadoras (película de 1999) | Coronel        |
| 2005 | Rehenes                                        | Pipo Montalva  |
| 2010 | La huerta perdida                              | Obispo Lamotta |

## Televisión
| Año  | Programa             | Personaje               | Notas                  |
| ---- | -------------------- | ----------------------- | ---------------------- |
| 1963 | Cumbres Borrascosas  | Mr. Hindley             |                        |
| 1964 | Doña Bárbara         |                         |                        |
| 1968 | Los Olvidados        |                         |                        |
| 1969 | Simplemente María    | Chofer                  |                        |
| 1970 | Natacha (telenovela) | Médico                  |                        |
| 2001 | Qué buena raza       | Don Miguel Montero      |                        |
| 2002 | Sarita Colonia       | Don Ernesto             |                        |
| 2007 | Eva del Edén         | Don Sancho de Sotomayor |                        |
| 2009 | Clave Uno            | Doctor Joaquín Llanos   | Participación especial |